# مستر هولمز
السيد هولمز (بالإنجليزية: Mr. Holmes)‏ هوَ فيلم دراما وغموض بريطاني من إخراج بيل كوندون وبطولة إيان ماكيلين ولورا ليني؛ وهوَ مبنيّ على رواية A Slight Trick of the Mind من تأليف ميتش كولن. ويروي الفيلم فترة تقاعُد المُحقّق شرلوك هولمز البالِغ من العُمر 93 سنة وكفاحِه في سبيل أن يتذكّر تفاصيل قضيّته الأخيرة التي بسببها قرّر أن يعتزل.
بدأ تصوير الفيلم في لندن في 5 يوليو 2014، وعُرِضَ لأوّل مرة في مهرجان برلين السينمائي الدولي في 8 فبراير 2015. ثُمّ عُرِض في دور العرض البريطانية في 19 يونيو 2015. وفي الولايات المتحدة بتاريخ 17 يوليو 2015. وقد تلقّى الفيلم إشادة النُقّاد وحصل على تقييمات إيجابيّة، بيدَ أنّه لم يلقَ نجاحاً في شُبّاك التذاكِر ولعلّ ذلك بسبب محدوديّة عرضِه في الدور السينيمائيّة.

## طاقم العَمل
- إيان ماكيلين بدور شرلوك هولمز.
- لورا ليني بدور السيدة مونرو.
- ميلو باركر بدور روجر مونرو.
- هيرويوكي سانادا بدور تاميكي أوزوماكي.
- هيتي مورهان بدور آن كيلموت.
- باتريك كينيدي بدور توماس كيلموت.
- روجر ألام بدور الدكتور بري.
- كولين ستاركي بدور دكتور واطسون.
- جون سيشن بدور مايكروفت هولمز.

## الإصدار
صدر الفيلم في السينما البريطانيّة في 19 يونيو 2015، ثُمّ بدأ عرضُه بشكلٍ محدود في السينما الأمريكيّة في 17 يوليو 2015. وقد عُرِضَ لأوّل مرة في 7 فبراير 2015 في مهرجان برلين السينيمائي وكانَ خارِج المُنافسة. وقد صدرت نُسخة الـDVD والـBlu-ray للفيلم في 10 نوفمبر 2015.

## الإستقبال الجماهيري
تلقّى الففيلم تقييماتٍ إيجابيّة من النُقّاد؛ فقد حصل على درجة 87% في موقع الطماطم الفاسدة بناء على 142 تقييم ومتوسّط تقييم وصل إلى 7.1/10. كما حصل في موقع ميتاكريتيك على درجة 67 من 100 بناء على 35 مُقيّم.

## روابط خارجية
- مستر هولمز على موقع IMDb (الإنجليزية)
- مستر هولمز على موقع ميتاكريتيك (الإنجليزية)
- مستر هولمز على موقع روتن توميتوز (الإنجليزية)
- مستر هولمز على موقع نتفليكس (الإنجليزية)
- مستر هولمز على موقع قاعدة بيانات الأفلام العربية
- مستر هولمز على موقع ألو سيني (الفرنسية)
- مستر هولمز على موقع أول موفي (الإنجليزية)
- مستر هولمز على موقع بوكس أوفيس موجو (الإنجليزية)
- مستر هولمز على موقع فيلمافينيتي (الإسبانية)
- مستر هولمز على موقع قاعدة بيانات الفيلم (الإنجليزية)